# Debong Kulon
Debong Kulon is een bestuurslaag in het regentschap Tegal van de provincie Midden-Java, Indonesië. Debong Kulon telt 4320 inwoners (volkstelling 2010).